# Метелики (мінісеріал)
«Метелики» (рос. Мотыльки) — російськомовний 4-серійний міні-серіал знятий кінокомпанією Film.ua в Україні. Сюжет серіалу обертається навколо подій Чорнобильської трагедії. Зйомки серіалу забезпечив російський режисер Віталій Воробйов.
Існує дві версії серіалу — 4-серійна російськомовна-в-оригіналі міні-серіальна версія (кожна серія тривалістю 52 хв.) та 1-серійна російськомовна-в-оригіналі версія (тривалістю 120 хв.).
В Україні прем'єра 4-серійної міні-серіальної версії з оригінальною російськомовною аудіо-доріжкою відбулася 27 квітня 2013 року на телеканалі «Інтер». В Україні прем'єра 4-серійної міні-серіальної версії з україномовним дублюванням відбулася до 35-х роковин Чорнобильської трагедії 26 квітня 2021 року на телеканалі «СТБ».
В Росії прем'єра 4-серійної міні-серіальної версії відбулася 24 квітня 2014 року на «Першому каналі».

## Синопсис
Події фільму відбуваються під час Чорнобильської катастрофи.
Випускниця 10-го класу Аля та її старша сестра їдуть на автомобілі на вихідні до родичів у Прип'ять. На під'їзді до Чорнобильської АЕС їхнє авто ламається і вони стають свідками вибуху на атомній станції. Відразу же до станції відправляються пожежні автомобілі, які зіштовхують з дороги поламаний автомобіль дівчаток. Після цього сестри пішки відправляються у Прип'ять, не розуміючи яка відбулася трагедія.

## У ролях
| Актор                | Персонаж                             |
| -------------------- | ------------------------------------ |
| Юрій Борисов         | Павло                                |
| Марія Поєзжаєва      | Аля                                  |
| Євгенія Лоза         | Мар'яна                              |
| Юрій Назаров         | Іларіон                              |
| Юлія Рутберг         | Софія Михайлівна                     |
| Артем Ткаченко       | Ігор                                 |
| Володимир Виноградов | Москальов, майор                     |
| Олег Примогенов      | моряк                                |
| Станіслав Мельник    | Стригунок                            |
| Максим Заусалін      | Кузичьов                             |
| Тимур Боканча        | Льончик                              |
| Ірина Мак            | Ангеліна Іванівна                    |
| Азамат Нігманов      | Рискулов                             |
| Євгеній Сангаджиєв   | узбек                                |
| Борис Орлов          | Іванов, лейтенант                    |
| Ніна Кастроф         | Валентина                            |
| Віктор Сарайкін      | Петров, полковник                    |
| Олеся Жураківська    | Шура                                 |
| Костянтин Костишин   | лікар армійського табору             |
| Ірма Вітовська       | перукарка                            |
| Олександра Сизоненко | Галка, однокласниця Алі              |
| Ірина Волошина       | мешканка Прип'яті                    |
| Андрій Казаков       | Широков                              |
| Олександр Ігнатуша   | Степан Матвійович                    |
| Сергій Сипливий      | чоловік «Сочі-85»                    |
| Софія Письман        | Ніна Опанасівна                      |
| Микола Боклан        | Василь, чоловік Шури, пожежний       |
| Людмила Ігнатенко    | баба Роза                            |
| Наталія Васько       | лікар зі зламаною рукою              |
| Станіслав Щокін      | Сергій Олексійович, лікар у Прип'яті |
| Віталіна Біблів      | Ніна, фельдшер                       |
| Владислав Мамчур     | Володимир, лейтенант КДБ             |
| Сергій Кравець       | напарник Стригунка                   |
| Ренат Сєттаров       | незнайомий солдат                    |
| Ліна Будник          | тітка Шура, санітарка                |
| Анатолій Зіновенко   | Анатолій Петрович, завгосп           |
| Дмитро Усов          | Володя, старший сержант              |
| Костянтин Темляк     | наречений                            |

## Український дубляж
Українською мовою серіал дубльовано студією «Postmodern» на замовлення телеканалу «СТБ» у 2021 році.
Ролі дублювали: Єлизавета Зіновенко, Аліса Гур'єва, Наталя Романько-Кисельова, Наталя Задніпровська, Наталя Поліщук, Олена Узлюк, Тетяна Зіновенко, Ніна Касторф, Владислав Пупков, Євген Пашин, Олег Лепенець, Микола Боклан, Андрій Альохін, Михайло Войчук, Євген Сінчуков, Дмитро Рассказов-Тварковський, Дмитро Вікулов, Дмитро Гаврилов, Олександр Солодкий, Андрій Соболєв, Павло Голов, Юрій Кудрявець, Олександр Шевчук та інші.

## Найвизначніші нагороди та номінації
- 2013 — шортлист VES Awards[4]
- 2013 — Телевізійний художній фільм/мінісеріал — «Телетріумф»
- 2014 — Найкращі візуальні ефекти у телесеріалі — FICCI BAF Awards
- 2014 — Platinum Remi Award — WorldFest Houston
- 2014 — Silver Plaque — «Міжнародний кінофестиваль у Чикаго»